# Sciapus maurus
Sciapus maurus är en tvåvingeart som beskrevs av Octave Parent 1930. Sciapus maurus ingår i släktet Sciapus och familjen styltflugor. Inga underarter finns listade i Catalogue of Life.